# Скобычевка
Скобычевка (укр. Скобичівка) — село в Старобогородчанской сельской общине Ивано-Франковского района Ивано-Франковской области Украины.
Население по переписи 2001 года составляло 767 человек. Занимает площадь 6 км². Почтовый индекс — 77713. Телефонный код — 03471.